# Claudia Franco
Pour les articles homonymes, voir Franco (homonymie).
Claudia Maria Franco Solana, née le 21 juillet 1975 à Madrid, est une nageuse espagnole. Elle est la sœur de la nageuse espagnole Bárbara Franco.

## Carrière
Elle remporte aux Jeux méditerranéens de 1991 à Athènes la médaille d'argent en relais 4 x 100 mètres nage libre et en relais 4 x 100 mètres quatre nages ainsi que la médaille de bronze sur 100 mètres nage libre.
Aux Jeux olympiques d'été de 1992 à Barcelone, elle est éliminée en séries du 50 mètres nage libre, du 100 mètres nage libre et du relais 4 x 100 mètres quatre nages.
Elle est médaillée de bronze du 4 x 100 mètres quatre nages aux Championnats d'Europe de natation 1995 à Vienne. 
Aux Jeux olympiques d'été de 1996 à Atlanta, elle termine troisième de la finale B du 50 mètres nage libre, et est éliminée en séries du 100 mètres nage libre du relais 4 x 100 mètres nage libre et du relais 4 x 100 mètres quatre nages.